# Antonio Castello
Antonio Castello (* 23. April 1945 in Rom) ist ein ehemaliger italienischer Radrennfahrer und Weltmeister im Radsport.

## Sportliche Laufbahn
1959 begann er mit dem Radsport. Castello wurde 1966 Weltmeister in der Mannschaftsverfolgung gemeinsam mit Luigi Roncaglia, Gino Pancino und Cipriano Chemello. Ein Jahr später, 1967, gewann er wiederum mit Roncaglia, Pancino und Chemello die Silbermedaille bei den UCI-Bahn-Weltmeisterschaften, ebenso 1969 bei den Weltmeisterschaften in Brno mit Pietro Algeri, Giorgio Morbiato und Giacomo Bazzan.